# Microperittia
Microperittia is een geslacht van vlinders van de familie grasmineermotten (Elachistidae).

## Soorten
- M. probosciphera Kozlov, 1987